# 磷酸盐缓冲生理盐水

磷酸盐缓冲盐水 (PBS) 晶体的偏振显微镜图像。

磷酸盐缓冲生理盐水（英語：Phosphate buffered saline，简称为PBS）是生物学研究中常用的缓冲液。这是一种以水为溶剂的含磷酸钠的盐溶液，在某些配方中还加入了氯化钾及磷酸钾。该溶液的渗量与离子浓度与人体中的是相符的。

## 应用
因其等张且对细胞无毒性，PBS非常常用。用法包括：稀释物质及清洗细胞容器。含EDTA的PBS亦常用于解开贴壁及成团的细胞，而不能加入如锌等的二价金属，因为这样会导致沉淀。针对不同的应用，常使用古德氏缓冲液。

## 配制
配制PBS的方法有多种。一些配方不含钾离子，而另一些配方含钙或镁。通常PBS含下列组分：
| 盐           | 浓度       | 浓度    |
|              | （mmol/L） | （g/L） |
| ------------ | ---------- | ------- |
| NaCl         | 137        | 8.01    |
| KCl          | 2.7        | 0.20    |
| Na2HPO4·2H2O | 10         | 1.78    |
| KH2PO4       | 2.0        | 0.27    |
| pH 7.4       |            |         |

配制PBS溶液的最简单方法是使用PBS片，后者是已制好的配方片剂，当需要使用PBS时只需将其溶解于一定量的蒸馏水里即可，标准容积有：100、200、500和1000 mL。
配好的PBS溶液经分装并高压灭菌（20分钟，121℃）后即可用于细胞培养。PBS可储存于室温，但如果溶液未经灭菌而希望保存时间长些，则需要将其冷藏于冰箱中，这样会抑制细菌生长。然而浓缩储存液在冷藏时会产生沉淀，在使用之前需要置于室温使沉淀完全溶解。